# Харнак, Арвид
Арвид Харнак (нем. Arvid Harnack; 1901—1942) — немецкий юрист и антинацист, участник подпольного сопротивления в гитлеровской Германии.

## Юность
Родился в Дармштадте, сын известного немецкого историка Отто Харнака и племянник теолога А. фон Харнака. Получил юридическое образование в университетах Вены, Граца и Гамбурга, с 1924 — доктор права. С 1926 по 1928 изучал экономику в США, в Мэдисоне. В 1926 женился на историке литературы Милдред Фиш. В 1929−1930 получил степень доктора философии в Гессене, защитил диссертацию на тему «Домарксистское рабочее движение в США». Вместе с гессенским экономистом Фридрихом Ленцем (1885—1968) в 1931 организовал «Научное общество по изучению советской плановой экономики» (ARPLAN), в работе которого участвовали как марксисты Дьёрдь Лукач и Карл Виттфогель, так и националисты Эрнст Никиш и Эрнст Юнгер. Первое собрание общества состоялось 3-4 января 1932. В августе-сентябре того же года советское посольство в Германии организовало Харнаку 3-недельную поездку в СССР, во время которой он познакомился с работой предприятий Москвы, Ленинграда, Киева, Одессы и других городов.

## Участие в антифашистском подполье
После прихода к власти нацистов общество ARPLAN было распущено, а Харнак получил пост научного советника в рейхсминистерстве экономики. С 1935 года сотрудничал с советской разведкой, получив оперативный псевдоним «Корсиканец». В 1937 году для прикрытия вступил в НСДАП. В 1939 году установил контакт с Шульце-Бойзеном, в 1940—1941 годах работал с советской резидентурой, предупреждал о готовящейся агрессии гитлеровской Германии против Советского Союза. 16 июня 1941 года сообщил в Москву сведения, полученные от Шульце-Бойзена, о начале войны «в любое время».

## Арест и казнь
В августе 1942 года радиограмма берлинской группы с адресами Адама Кукхофа, Харро Шульце-Бойзена и Илзе Штёбе была перехвачена и расшифрована нацистами. 7 сентября 1942 года Арвид Харнак и его супруга Милдред были арестованы гестапо. 
19 декабря 1942 года Арвид Харнак был приговорён к смертной казни и 22 декабря 1942 года повешен в тюрьме Плётцензее. 
Милдред поначалу была приговорена к шести годам заключения, но 16 января 1943 года по личному распоряжению Гитлера этот приговор был заменён на смертную казнь. 16 февраля 1943 года она была гильотинирована в тюрьме Плётцензее в Берлине.

## Награды
- Орден Красного Знамени (06.10.1969, посмертно)[3]

## Память
- В 1960 году в честь А. Харнака был назван большой торпедный катер Фольксмарине ГДР.

- В 1964 году в ГДР была выпущена почтовая марка «Арвид и Милдред Харнак»
- В 2022 году Харнаку посвящены несколько эпизодов в сериале "Начальник разведки"